# Megan Cyr
Megan Cyr (Winnipeg, 1º giugno 1990) è una pallavolista canadese, palleggiatrice dello Sm'Aesch Pfeffingen.

## Carriera

### Club
La carriera di Megan Cyr inizia nei tornei scolastici canadesi, ai quali partecipa con la Lord Selkirk RCSS. Terminate le scuole superiori, si reca per motivi di studio negli Stati Uniti d'America, dove prende parte alla Division I NCAA dal 2008 al 2012, saltando però la prima stagione, con la Colorado.
Nella stagione 2013-14 si reca in Austria, dove inizia la carriera professionistica con l'ASKÖ Linz-Steg, nella 1. Bundesliga, che tuttavia lascia già nel mese di dicembre, quando approda al MTV Stoccarda, nella 1. Bundesliga tedesca, dove termina l'annata. Nella stagione successiva gioca per il Neuchâtel, classificandosi al terzo posto nella Lega Nazionale A svizzera.
Nell'ottobre 2017 viene ingaggiata dal Casalmaggiore in Serie A1 italiana per ovviare all'infortunio di Eleonora Lo Bianco nel corso della stagione 2017-18, terminando il rapporto con la formazione casalasca nel dicembre dello stesso anno. Per il campionato 2018-19 approda nella Volley League greca col Thīras, ma nel gennaio 2019 viene licenziata dalla formazione ellenica. Rientra in campo nel campionato seguente, difendendo i colori dello Sm'Aesch Pfeffingen, nuovamente nella massima divisione svizzera.

### Nazionale
Nel 2013 riceve inoltre le prime convocazioni nella nazionale canadese, con cui in seguito conquista la medaglia di bronzo alla Coppa panamericana 2018, seguita dall'oro alla Volleyball Challenger Cup 2019 e dal bronzo alla NORCECA Champions Cup 2019.

## Palmarès

### Nazionale (competizioni minori)
- Coppa panamericana 2018
- Volleyball Challenger Cup 2019
- NORCECA Champions Cup 2019

### Premi individuali
- 2019 - Qualificazioni alla Volleyball Challenger Cup: Miglior palleggiatrice